# 漳州城墙
漳州城墙，位于中国福建省漳州市。漳州城墙已于1918年拆除。

## 历史
北宋初，夯土筑子城，设6门：东为名第门、清漳门；西为登仙门、朝真门；南为云霄门；北为庆丰门。南宋绍兴间(1131～1162年)，拆除子城，扩建城池，东、西、北三面夯土筑城。绍定三年(1230年)，城墙外砌以石。此时设七门：东为朝天门，西为安丰门，南为通津门，北为贡珠门，西北为小关门，西南为龙溪门，东南为朝宗门。
明末，城毁。清顺治十三年(1656年)，再筑城墙，长1971丈1尺。
1918年，陈炯明领导的粤军进入漳州，拆除城墙，改建马路。

## 城门
漳州城墙设4门，东为文昌门、西为太平门、南为时阜门（明代称三台门）、北为太初门。文昌门现仍保留。